# Plahovići (Zenica, BiH)
Plahovići su naseljeno mjesto u gradu Zenici, Federacija Bosne i Hercegovine, BiH.

## Stanovništvo

### 1991.
Nacionalni sastav stanovništva 1991. godine, bio je sljedeći:
ukupno: 344
- Muslimani - 235
- Srbi - 67
- Hrvati - 3
- Jugoslaveni - 32
- ostali, neopredijeljeni i nepoznato - 7

### 2013.
Nacionalni sastav stanovništva 2013. godine, bio je sljedeći:
ukupno: 361
- Bošnjaci - 333
- Hrvati - 2
- ostali, neopredijeljeni i nepoznato - 26